# Xã Frankford, Quận Mower, Minnesota
Xã Frankford (tiếng Anh: Frankford Township) là một xã thuộc quận Mower, tiểu bang Minnesota, Hoa Kỳ. Năm 2010, dân số của xã này là 371 người.